# Shakhbut bin Sultan Al Nahyan
Sheik Shakhbut bin Sultan Al Nahyan (arabisk: شخبوط بن سلطان آل نهيان), ofte blot kaldet Sheikh Shakhbut, (1. juni 1905 – 11. februar 1989) var emir af Abu Dhabi fra 1928 til 1966. Han blev afsat ved et statskup i 1966 og blev efterfulgt af sin bror Zayed bin Sultan Al Nahyan.